# Spoorlijn 32
Spoorlijn 32 was een Belgische spoorlijn van Ans naar Flémalle-Haute. De lijn was 11,6 km lang.

## Geschiedenis

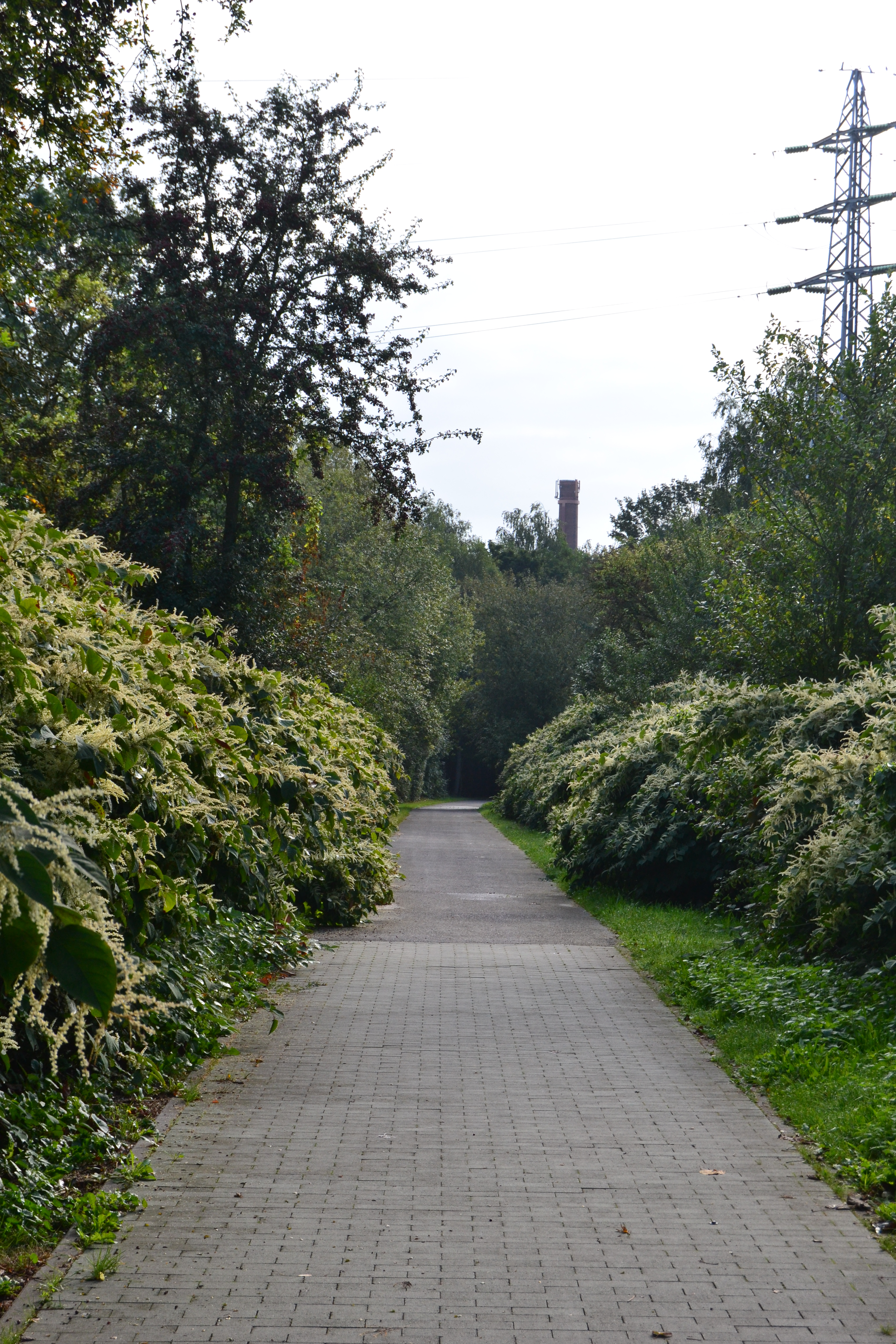
RAVeL van Spoorlijn 32 bij de oude schoorsteen van de Société anonyme des Charbonnages de Patience et Beaujonc réunis

De lijn is geopend op 3 februari 1868. Op deze lijn werd nooit een commerciële reizigersdienst georganiseerd, hij functioneerde hoofdzakelijk ten behoeve van de verschillende steenkoolmijnen die erop waren aangesloten. Vóór 1940 reden er wel speciale reizigerstreinen voor mijnwerkers tussen Ans en Gosson.
In 1930 werd een rechtstreekse verbinding Ans – Ans-Plateau aangelegd, met de bedoeling de "Liégeois-Limbourgeois"-installaties van Ans-Est buiten dienst te stellen. De brug over lijn 36 en de rechtstreekse verbinding Ans-Est – Ans-Plateau werden in 1955 afgebroken.
Na WO II werd de sectie Saint-Nicolas – Jemeppe-État buiten dienst gesteld en in 1955 opgebroken. De overblijvende gedeelten van de lijnen 32, 33 en 33A werden gedeclasseerd tot industrielijnen 210 (Ans – Saint-Nicolas), 212 (Y Glain – Gosson) en 213 (Ans-Plateau – Bonnier).

## Huidige toestand
De lijn is thans volledig buiten dienst en grotendeels opgebroken in het midden van de jaren 90; hier en daar zijn nog rails aanwezig; ook dienstgebouwen en andere restanten zijn nog in het landschap aanwezig, evenals overblijfsels van de steenkolennijverheid.
De bedding tussen Flémalle-Grande en Jemeppe is in de jaren 1960 hergebruikt voor de heraanleg van lijn 125.

## Aansluitingen
In de volgende plaatsen is of was er een aansluiting op de volgende spoorlijnen:
Ans
HSL 2, spoorlijn tussen Leuven en Ans
Spoorlijn 31 tussen Liers en Ans
Spoorlijn 36 tussen Brussel-Noord en Luik-Guillemins
Ans-Plateau
Spoorlijn 213 tussen Ans-Plateau en mijnen Bonne Fortune en Bonnier
Y Glain
Spoorlijn 212 tussen Y Glain - mijnen Espérance en Gosson
Leman
Spoorlijn 271 tussen Leman en Flémalle-Espérance
Flémalle-Haute
Spoorlijn 125 tussen Luik-Guillemins en Namen
Spoorlijn 125A tussen Y Val-Benoît en Flémalle-Haute